# Haus der Gelehrten (Odessa)

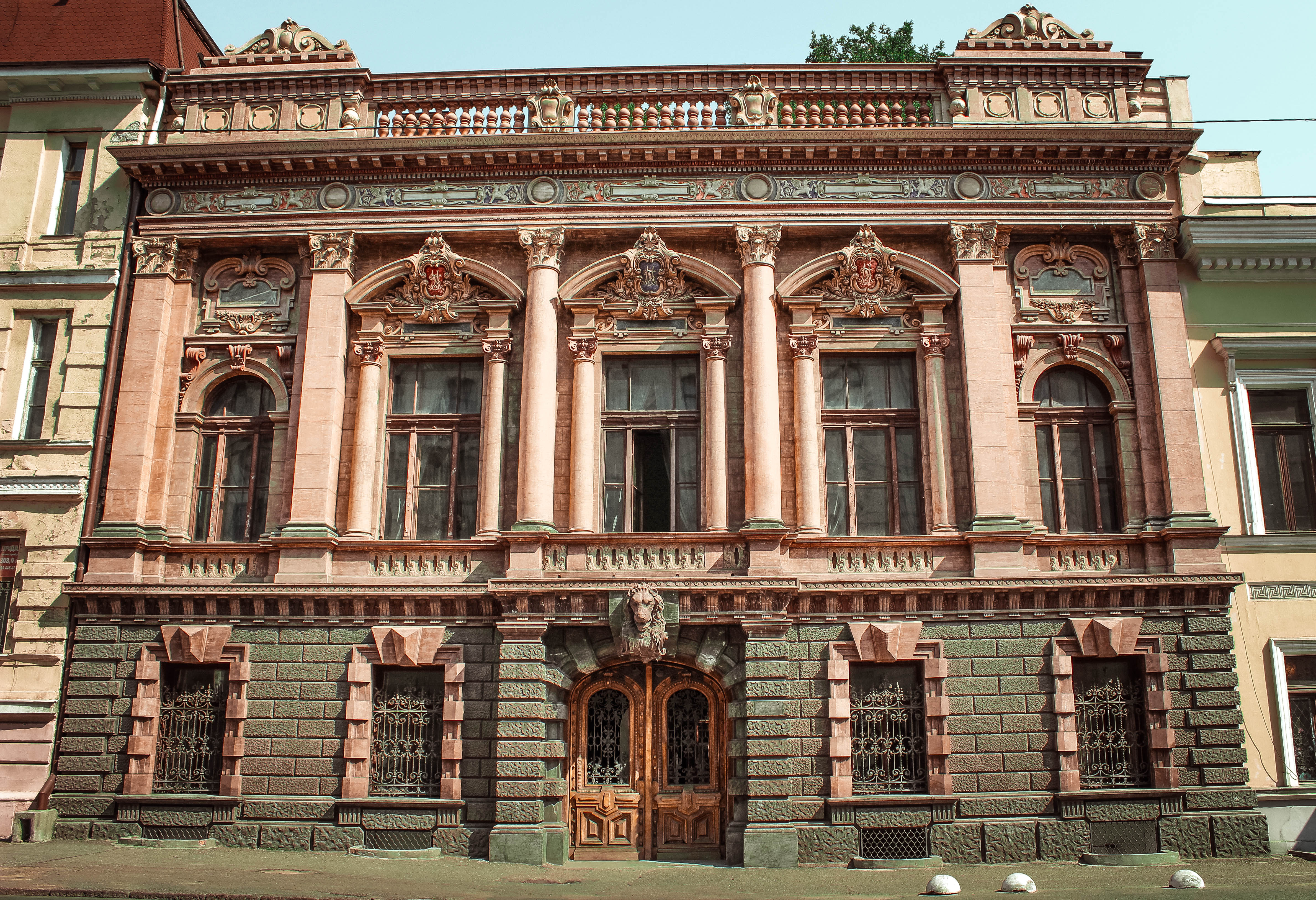
Haus der Gelehrten in Odessa (2018)

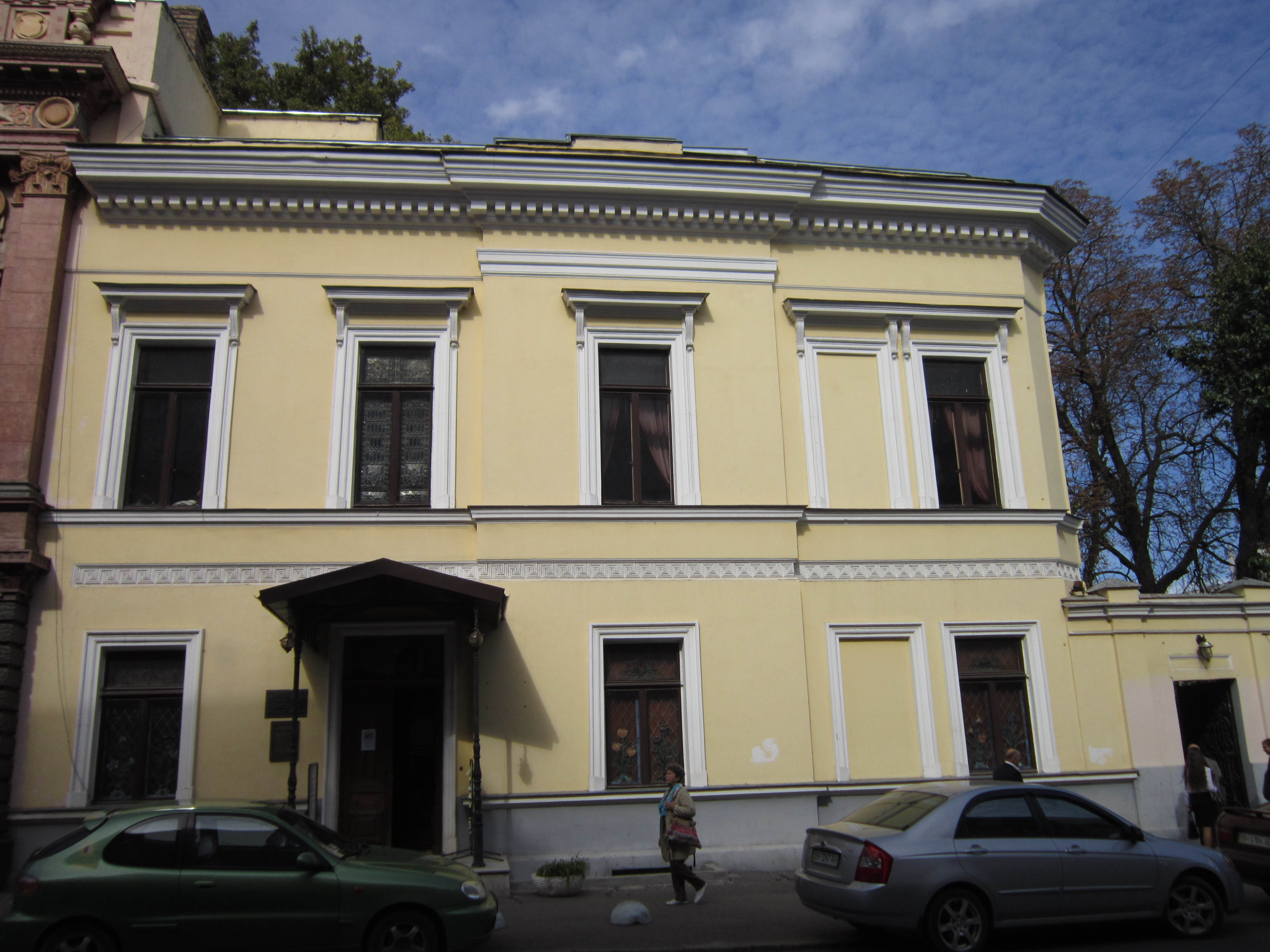
Straßenfassade des ehemaligen Herrenhauses (2014)

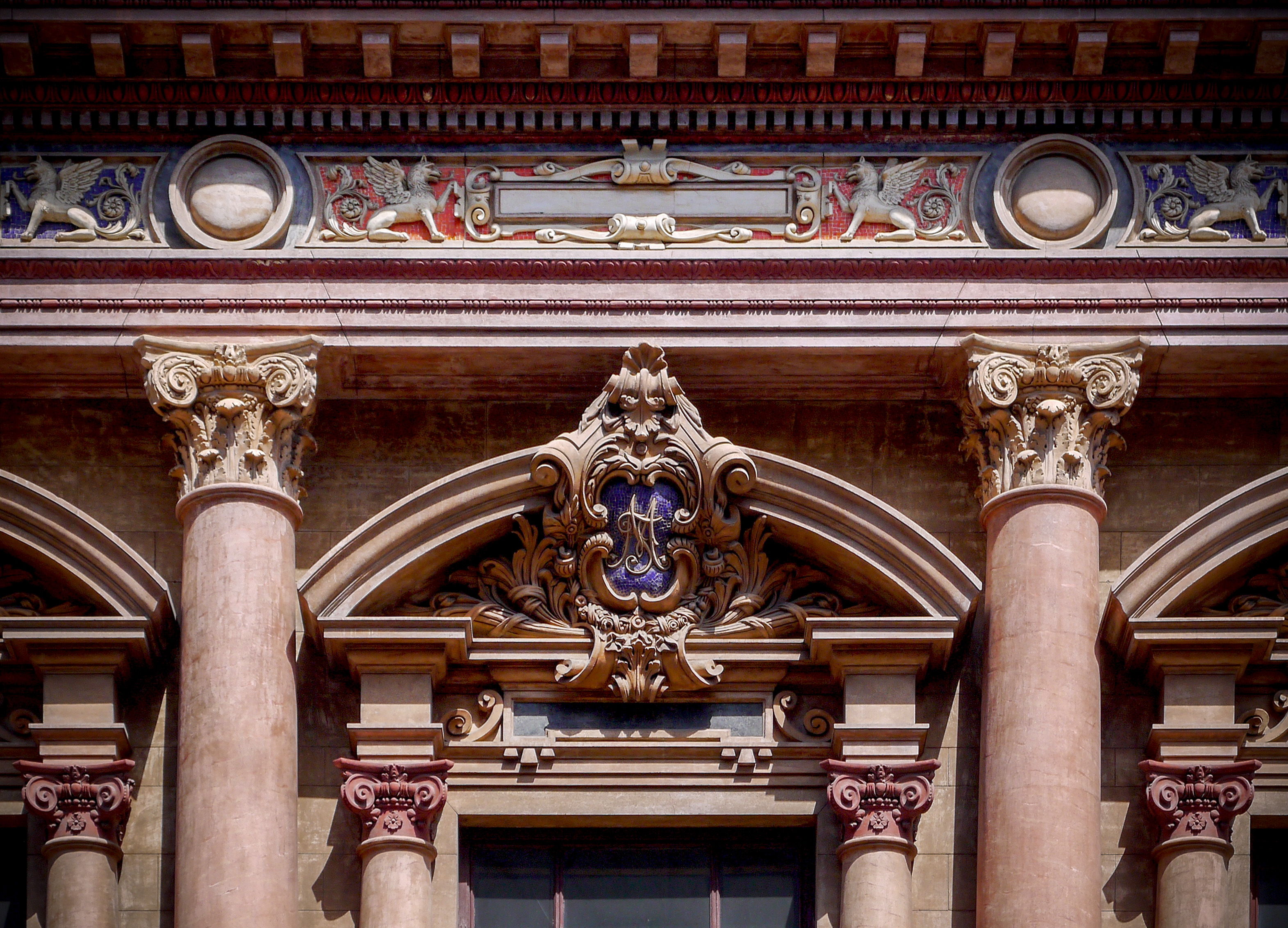
Detail Gemäldegalerie (2019)

Das Haus der Gelehrten (ukrainisch Будинок вчених) ist ein denkmalgeschützter Gebäudekomplex in der ukrainischen Stadt Odessa.

## Geschichte
Nach der Eroberung der Ukraine durch die Rote Armee im russischen Bürgerkrieg und der Eingliederung in die Sowjetunion kam es zur Umnutzung zahlreicher historischer Gebäude, wovon insbesondere Sakralbauten, Hotels und herrschaftliche Gebäude betroffen waren. Ausgehend von Sankt Petersburg, wo im Jahr 1920 der Wladimir-Palast umgewidmet wurde, entstand in zahlreichen Städten der Sowjetunion ein Haus der Gelehrten, das hauptsächlich die Unterstützung von Wissenschaftlern anstrebte. Solche Einrichtungen befanden sich vorrangig in Universitätsstädten und dienten insbesondere als Kommunikationsraum für die verschiedenen wissenschaftlichen Disziplinen. In Odessa wurde das Haus der Gelehrten zunächst im Jahr 1923 in der Schtschepkin-Straße 12 eingerichtet und war somit das erste in der Ukrainischen Sozialistischen Sowjetrepublik.
Seit 1934 befindet sich das Haus der Gelehrten an der Sabanejew-Brücke (Сабанєїв міст). Hier wurde ein Anwesen der Familie Tolstoi umgenutzt, die nach Onufrijiwka umsiedeln musste und 1919 schließlich über Frankreich in die Schweiz floh. Die Bebauung dieser Gegend war zusammen mit der Sabanejew-Brücke (1829–1836) erfolgt und so war im Jahr 1832 ein Anwesen für den Kammerkadetten Chorwat entstanden. Wie bei der Brücke wurde Francesco Boffo als Architekt beauftragt, auf den eine Reihe von Bauten Odessas zurückgehen, darunter die Potemkinsche Treppe. Das nach seinen Plänen erbaute Haus, an dessen Entwurf auch Giorgio I. Torricelli beteiligt war, wurde zu einem späteren Zeitpunkt von der Familie Tolstoi erworben. Der genaue Zeitpunkt ist umstritten und wird teilweise schon mit 1838 angegeben. In den 1860er Jahren war zeitweise der griechische Generalkonsul der Bewohner. Wahrscheinlicher Zeitpunkt des Erwerbs durch die Familie Tolstoi ist das Jahr 1867. Erstmals als Besitzer nachweisen lässt sich ein Mitglied der Familie Tolstoi aber erst im Jahr 1871.
Das Galeriegebäude wurde in den Jahren von 1896 bis 1899 nach Plänen von Ferdinand Fellner dem Jüngeren und Hermann Helmer, von denen auch das Opernhaus Odessa stammt, in dem Areal erbaut. Die Familie Tolstoi hatte zuvor das Opernhaus finanziert und gab später auch Geld für die Nationale Wissenschaftliche Bibliothek Odessa. Zudem wurde die erste Telefonleitung Odessas vom Opernhaus zum Herrenhaus verlegt, da der Graf Tolstoi sich so Opern anhören konnte. Auftraggeber des Galeriegebäudes war Michail M. Tolstoi (1835–1898), der die Fertigstellung nicht mehr erlebte. Nach der Vertreibung der Familie wurde der Gebäudekomplex zunächst im Jahr 1920 das Erste Volksmuseum (russisch Первый народный музей Perwyj narodyj musej), das 1934 der Abteilung des Odessaer Museums für westliche und östliche Kunst untergeordnet wurde. Durch den Einzug der regionalen Vertretung der Gewerkschaft der Bildungs- und Wissenschaftsarbeiter der Ukraine wurde es zum Odessaer Haus der Wissenschaftler (russisch Одесский дом учёных Odesskij dom utschjonych).
Mit der Umwandlung zum Haus der Gelehrten entwickelte sich der Gebäudekomplex zu einem wichtigen Kulturzentrum Odessas, da hier der Öffentlichkeit nicht – wie bei den anderen 35 sowjetischen Häusern dieses Typs – der Zugang verweigert wurde. Die Eroberung durch rumänische und deutsche Truppen im Zweiten Weltkrieg überstand das Gebäude mit geringeren Schäden. Rumänische Pläne, es als Pferdestall zu nutzen, wurden überstimmt, damit man hier zu Propagandazwecken zeigen konnte, dass man die Wissenschaft fördere und zugleich, dass man von der Intelligenz akzeptiert werde. Daher blieb das Haus der Gelehrten geöffnet und erst als die Rückeroberung voranschritt, verminte man 1944 das Gebäude. Die Sprengung durch die Deutschen, die 20 Minen platziert hatten, konnte aber verhindert werden und das Haus blieb weiter bestehen. Von den 1960er bis zu den 1980er Jahren wurde hier eine Mensa betrieben.

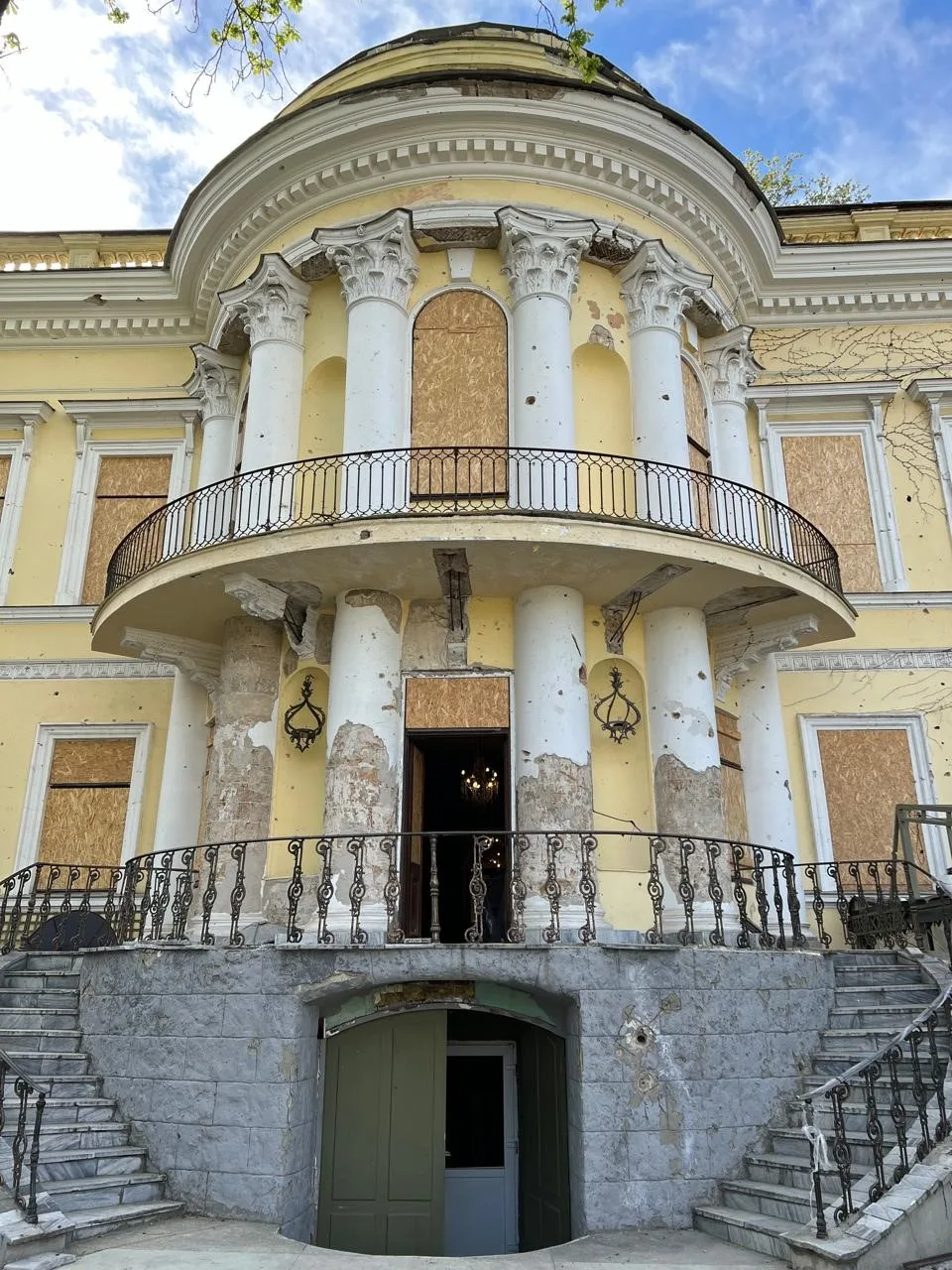
Zustand der Gartenseite des ehemaligen Herrenhauses (2024)

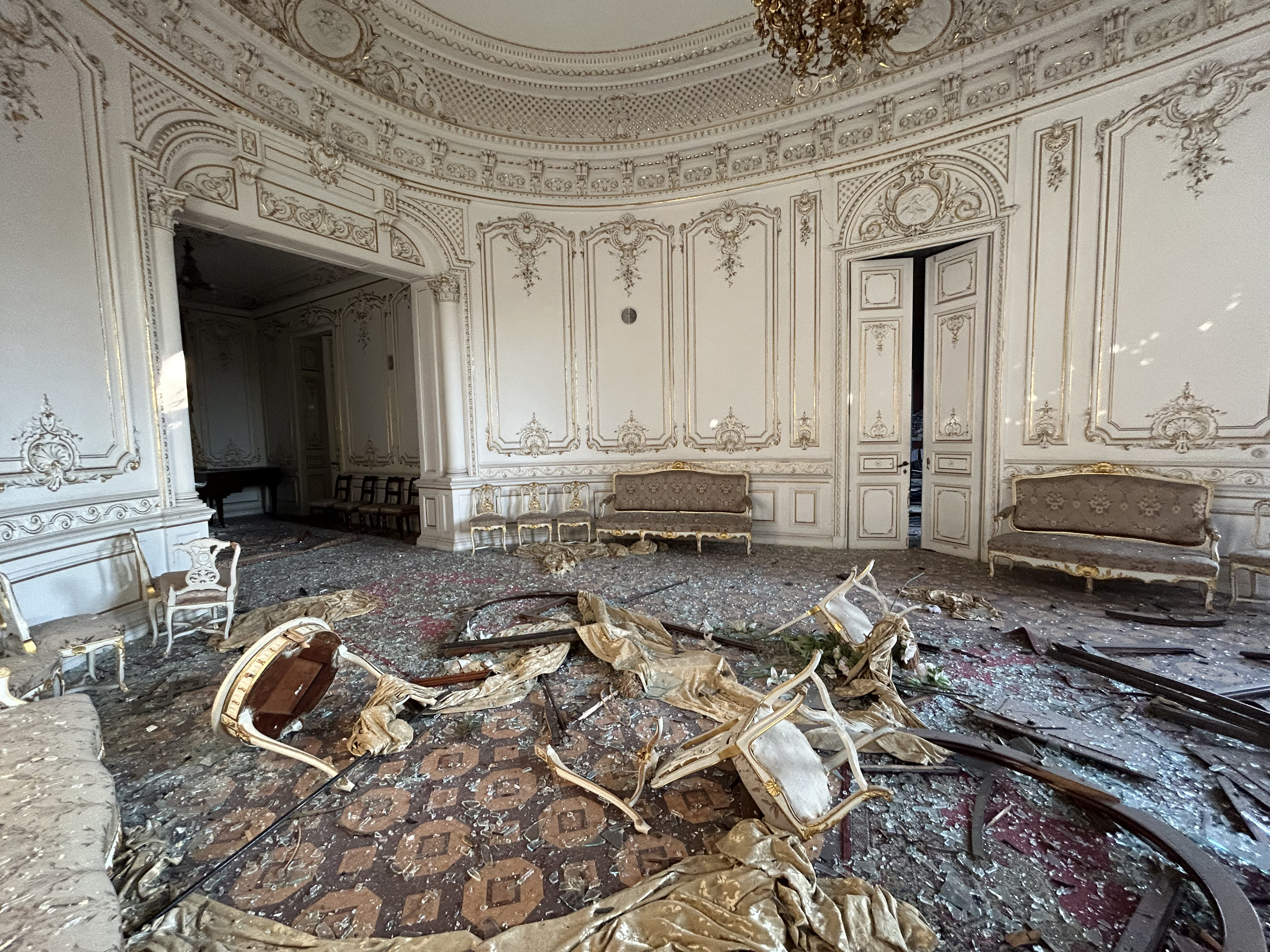
Beschädigungen im Weißen Saal (2023)

In den 1990er Jahren wurde eine Umnutzung erfolgreich verhindert und im Jahr 2000 ein Museum zur Geschichte des Hauses eingerichtet. 2011/12 erfolgte eine Sanierung, und so ist es neben dem Haus der Gelehrten in Kiew das einzige noch aktiv bestehende dieser Art in der Ukraine. Um den Betrieb finanziell abzusichern, wurde im Gartenbereich das Café Tolstoi eingerichtet. Während des russischen Überfalls auf die Ukraine wurde das Denkmal von nationaler Bedeutung durch Luftangriffe am 23. Juli 2023 beschädigt. Insbesondere betraf dies die alten Buntglasfenster, die fast alle zerstört wurden, sowie Möbel im Inneren des Gebäudes, die beschädigt wurden. Danach wurde versucht, das Gebäude wiederherzustellen. Es wurde aber am 23. September 2023 durch eine Druckwelle bei einem Luftangriff erneut beschädigt, so dass man sich dafür entschied, es vorerst zu konservieren. So wurden die Fenster mit Sperrholzplatten geschützt. Da auch Stützmauern beschädigt wurden, wurde es im April 2024 in die Liste der Baudenkmale aufgenommen, die durch eine italienische Spende repariert werden sollen.
Mehrfach diente das Gebäude als Filmkulisse – etwa für den Musicalfilm D’Artagnan und die drei Musketiere.

## Baubeschreibung
Die Formen von Herrenhaus und Galeriegebäude enthalten Elemente von Renaissance, Klassizismus und Spätbarock und gehören somit zum Eklektizismus. Die Straßenfassade des gelb verputzten Herrenhauses ist durch Gesimse und Friese gegliedert. Zudem ist die mittlere der fünf Fensterachsen als Risalit aus der Gebäudeflucht geschoben. Seine Hauptfassade ist zum Garten ausgerichtet und wird von einem wuchtigen Risalit dominiert, an dem sich ein umläufiger Balkon sowie Säulen mit Kapitellen befinden. Das Dach prägen hier Balustraden. Vom Garten aus führt zu diesem eine doppelläufige Freitreppe und einzig hier sind die Fenster rundbogig. Wesentlich stärker ausgestaltet wurde die zweifarbige Fassade des Galeriegebäudes, die Balustraden, Reliefwände, Wappenfelder, Friese, Säulen, Pilaster oder Schlusssteine mit Reliefs aufweist. Garten, Herrenhaus und Galerie weisen jeweils separate Eingänge auf.
Im Inneren des Herrenhauses gibt es verschieden gestaltete Räumlichkeiten wie den Weißen Saal (russisch Белый зал Belyj sal), der als Ballsaal mit Parkett aus 22 Holzarten ausgelegt ist und venezianische Spiegel aufweist, den Grünen Saal (Зелёный зал Seljonyj sal) und das Marmorwohnzimmer (Мраморная гостиная Mramornaja gostinaja; ehem. Esszimmer), in dem seit 1847 ein Klavier von Franz Liszt steht, oder auch Wohnzimmer mit den Themen Seide (ehem. Herrensalon), Eiche, Türkisch und Walnuss. Auch einige der Nachbargebäude gehören heute durch Zukauf zu dem Areal. Als Innenarchitekten sind Lui Otton, Architekt des Museums für westliche und orientalische Kunst, und Kaetano Dallakwa belegt.
Der Westliche Berg-Ahorn (Platanus occidentalis) aus dem 19. Jahrhundert steht separat als botanisches Denkmal von lokaler Bedeutung unter Schutz.